# Forstbotanischer Garten (Göttingen)

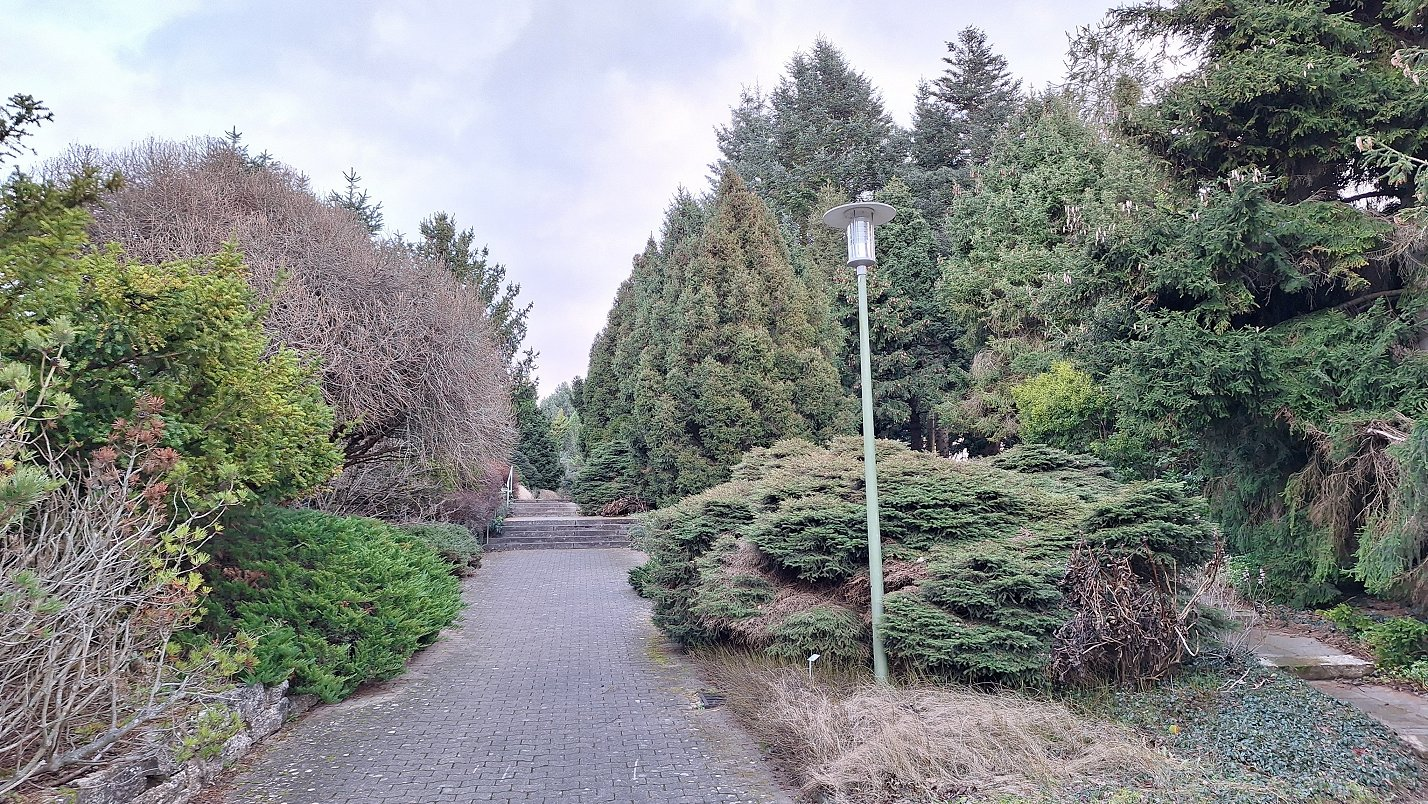
Eingangsweg in den Forstbotanischen Garten

Der Forstbotanische Garten mit dem zugehörigen Pflanzengeographischen Arboretum sind eine Einrichtung der Universität Göttingen. Die Gehölzsammlung beherbergt rund 2.000 Arten auf ca. 40 ha und zählt damit
zu den größten und artenreichsten in Deutschland.
Der Forstbotanische Garten selbst hat 17 ha und beherbergt fast 1000 verschiedene Gehölzarten. Diese sind nach ihren Familien in „Quartieren“ angeordnet. Er befindet sich an der zum Stadtteil Nikolausberg führenden Straße „Am Faßberg“, angrenzend an die Fakultät für Forstwissenschaften und Waldökologie der Universität.
Das Pflanzengeographische Arboretum erstreckt sich über die Grünflächen des Nordcampus und gliedert sich in die Sammelgebiete China, Japan, Korea, Kaukasus/Kleinasien und Nordamerika. Es stellt mit insgesamt über 1.200 Arten einen beachtlichen Anteil der Gehölzflora der Nördlichen Hemisphäre vor. Das Gebiet des im Südwesten des Nordcampus liegenden Geoparks wurde als sogenannter Tertiärwald gestaltet.

## Geschichte
Der Forstbotanische Garten entstand zusätzlich zum Alten Botanischen Garten, als Anfang der 1970er Jahre die Königlich Preußische Forstakademie Hannoversch Münden nach Göttingen verlegt wurde. Hier wurde sie zur Fakultät für Forstwissenschaften und Waldökologie der Georg-August-Universität Göttingen. In diesem Zusammenhang legte Walter Eschrich zwischen 1968 und 1993 den Forstbotanischen Garten am Faßberg an. Teile des Vorgängers sind noch heute in Hann. Münden zu sehen.

## Gartendirektoren
| Walter Eschrich  | 1968 – 1981 |
| Horst Bartels    | 1981 – 1989 |
| Aloys Hüttermann | 1989 – 1990 |
| Andreas Roloff   | 1990 – 1993 |
| Aloys Hüttermann | 1993 – 1997 |
| Andrea Polle     | 1997 – 2024 |
| Holger Kreft     | seit 2024   |